# 月曜スペシャル
『月曜スペシャル』（げつようスペシャル）は、1981年1月5日から同年3月16日、および1982年10月18日から1983年9月26日までの2期にわたって東京12チャンネル → テレビ東京が編成していた単発特別番組枠である。第1期は全11回。

## 概要
月曜19:30枠で放送されていた『ときめき十字星』が火曜19:30枠へ移動したのに伴い、1981年春の改編までのつなぎ番組として月曜19:00枠に編成（第1期）。この当時は一般的な単発特別番組枠とは異なり、動物をテーマにしたドキュメンタリー番組（動物番組）を放送していた。
その後、1982年秋の改編で再度編成。今度は月曜19:30枠に編成されたが（第2期）、同時間帯においては『淀川長治世界名作10時間劇場』や『夏祭り にっぽんの歌』といったこの枠とは無関係の単発特番もたびたび放送されており、そのたびに休止にされていた。
タイトルは似ているが、後にテレビ朝日系列局が編成する『月曜スペシャル90』との関連性は特に無い。

## 編成時間
いずれも日本標準時。
- 月曜 19時00分 - 20時00分（第1期） - 最終回のみ19時00分 - 20時54分の拡大版で放送。
- 月曜 19時30分 - 20時54分（第2期）

## 放送された番組

### 第1期
- 野生の衝撃・肉食猛獣の残酷論争
- 長期間取材成功 キタオオカミ物語
- ミクロの残酷世界、弱肉強食・恐怖の昆虫大戦争
- 世界怪物ヘビ大特集
- ついに公開・アジア大陸秘境の動物たち
- 氷点下40度の世界
- 氷に群がる“弱肉強食”たち
- 一挙公開・海底動物を追う
- 暗黒に生きる王者たち・赤外線カメラが撮えた世界
- ビッグ・キャット 狂暴猛獣群の全生活
- 子象ボンゴ物語（最終回）

### 第2期
- プロ野球中継
- 壮烈!ローラーゲーム復活戦（シリーズ放送）
- コンバット! （シリーズ放送）
- 現代大相撲名勝負戦
- プロボクシングWBA世界ジュニアウエルター級タイトルマッチ「アーロン・ブライアー VS アレクシス・アルケロ」
- 豪快!夢の巨大魚つり
- ノーベル賞クイズ
- 格闘技大戦争
- 幻のカンフー秘技大罰初
- スポーツギャル・ヘルシー&セクシー美女
- 世紀の怪力人間大集合!
- '83プロ野球話題のルーキー完全取材
- '83アイスホッケー世界選手権
- ミクロネシア海底探検
- 新体操・華麗な戦い
- '83全仏オープンゴルフ
- 神秘と幻想の巨大鍾乳洞
- 決定版おもしろフィッシング
- わんぱく相撲東京場所決勝トーナメント（19:00 - 20:54）
- 驚異と感動のアニマル・ラブ
- 実録ジョーズ大追跡!
- 恐怖の猛毒生物
- 豪快!ハワイの巨大カジキマグロ釣り
- 沖縄・西表島でサバイバルに挑戦（ガッツ石松親子が出演）
- 中央アフリカ3000キロ 野生の大地をゆく

（参考：朝日新聞 ラジオ・テレビ欄）